# Seznam ameriških policistov
Seznam ameriških policistov.

## A
Massad Ayoob - 

## B
John Baker mlajši - Charles Becker - Fred Beel - William Bosak - 

## C
Bull Connor - 

## D
Thomas Delehanty - 

## E
Virgil Earp - Wyatt Earp - Izzy Einstein in Moe Smith - 

## F
Daniel Faulkner - Antoinette Frank - 

## H
Richard Hamilton (policist) - Wild Bill Hickok - 

## J
John Rutherford (Jacksonville) - 

## M
Angel Medina - 

## N
John Nelson (policist) - Mike Nevin - 

## P
Oran H. Pape - Jason Tye Pratt - 

## R
Kayne Robinson - 

## S
Frank Serpico - 

## T
J. D. Tippit - 

## V
Roger van Schaik - 

## W
Jim Walls - Al Warthen - 